# La stanza dell'oro
La Stanza dell'oro è un brano della rockband italiana Litfiba. È il primo singolo estratto, nel 2001, dall'album in studio "Insidia".

## Tracce
- La stanza dell'oro - 3:54

## Formazione
- Gianluigi Cavallo - voce, cori, chitarra
- Ghigo Renzulli - chitarra
- Mauro Sabbione - tastiere
- Gianluca Venier - basso, tastiere
- Gianmarco Colzi - batteria, percussioni